# Tachikawa Ki-9
O Tachikawa Ki-9 (九五式一型練習機 Kyūgo-shiki ichigata renshuki) foi um avião biplano de treinamento intermediário construído pela Companhia Aeronáutica Tachikawa LTDA. do Japão em 1935 e usado pelo Força Aérea do Exército Imperial do Japão, teve a nomenclatura aliada de "Spruce" (Picea).

## Variantes
- Ki-9 (Type 95-1 Model A)
- Ki-9-ko (Type 95-1 Model B)
- Ki-9-otsu (Type 95-1 Model C)

## Operadores
Segunda Guerra Mundial
- Japão
  - Força Aérea do Exército Imperial do Japão
- Governo nacionalista de Nanquim
  - Força Aérea da República Reformada da China
- Manchukuo
  - Força Aérea de Manchukuo
- Tailândia
  - Força Aérea Real da Tailândia

Pós Segunda Guerra Mundial
- Indonésia
  - Força Aérea da Indonésia
- Taiwan
  - Força Aérea da República da China
- Coreia do Sul
  - Força Aérea da Coreia do Sul